# Faya Flow
Faya Flow est le plus grand concours de hip-hop de Côte d'Ivoire. Il est organisé depuis 2005 à Abidjan par l’association Jeunesse active de la culture hip-hop (JACH, lu « jack »).

## Présentation
La JACH est une association composée de jeunes diplômés œuvrant pour l’épanouissement culturel et intellectuel de la jeunesse en Côte d’Ivoire. À cet effet elle organise des évènements artistiques et culturels ayant pour objectif une occupation saine et responsable de la jeunesse. Au nombre de ses nombreuses activités existe le festival international Hip Hop Back et le concours Faya Flow.
Initié en 2005, le concept Faya Flow signifie « Paroles de feu ». C’est une plateforme d’expression artistique qui consacre l’usage de la parole, du corps, et de la scène ; notamment à travers les chants et textes poétiques, la danse et la chorégraphie.
À l’origine, c’est une compétition d’œuvres d’artistes n’ayant pas accès aux grands médias tels que la télévision, les radios commerciales et la presse culturelle. Le professionnalisme et le dynamisme de la structure promotrice ont fait de cette compétition une plateforme de visibilité d’artistes affiliés au Bureau ivoirien du droit d'auteur (Burida). En quatre éditions, Faya Flow est non seulement devenu un cadre de rencontre pour toute la jeunesse ivoirienne sans distinction d’âge et de classe sociale, mais aussi un marché économique et culturel, avec un public de plus 2 000 personnes en moyenne.

## Historique des éditions
La première édition de Faya flow au complexe Las-Palmas à Abidjan en avril 2005, a connu le succès. Elle a été remportée par le groupe « Collectif Horizon », auteur d’un album en 2007. La deuxième édition de la compétition a eu lieu au même endroit. Le gagnant fut le groupe Freeboyz, dont le lead vocal Mobio l'Ebriye a sorti son album solo en juillet 2009.
Le Palais des Congrès de l’hôtel Ivoire a abrité le lancement de la troisième édition sous le parrainage artistique d’Angelo Dogba. Ce lancement fut suivi des manches éliminatoires et des deux demi-finales à la salle de cinéma « La fontaine » de l’espace Latrille Sococe. La salle s’est avérée exigüe lors de ces demi-finales, compte tenu de la grande affluence du public. La finale s’est également déroulée à L’hôtel Ivoire. Plus de 2 000 personnes y ont assisté, ainsi que toute la crème du hip-hop ivoirien. La première place fut remportée par la formation musicale 22e Distrikt venue d’Angré dans la commune de Cocody à Abidjan. La quatrième édition de Faya flow s’est déroulée sous la forme de spectacles éclatés dans plusieurs communes d’Abidjan. Après les deux demi-finales à la Fondation Panafricaine Kiyi de Werewere Liking, la finale au complexe Las-Palmas fut remportée par le groupe Fly de Bingerville. En 2010, c'est le groupe Kiff No Beat qui remporte le concours.